# Oxibetume
Oxibetume é o termo utilizado como sinónimo de asfalto para designar os materiais de acumulações naturais de hidrocarbonetos de ordem elevada, sólidos ou muito viscosos à temperatura ambiente, parcialmente oxidados e, em geral, contendo relativa quantidade de matéria inorgânica.
Os oxibetumes resultam da destilação natural, à temperatura ambiente, dos petróleos nafténicos, quando, por erosão das formações geológicas que os contêm ou por ascensão ao longo de uma fractura, atingem a superfície da crosta; a exposição à superfície resulta numa perda relativa dos componentes mais voláteis e na oxidação parcial do resíduo mais pesado.
Os constituintes orgânicos dos oxibetumes são fusíveis e solúveis em dissulfureto de carbono.
Os oxibetumes têm sido utilizados como materiais de construção desde a mais remota Antiguidade, especialmente no Médio Oriente; os Sumérios utilizavam-no já para argamassa e revestimento de estradas há cerca de 5500 anos.
A ocorrência de oxibetume mais conhecida é, provavelmente, a da ilha da Trindade, nas Caraíbas, onde existe um verdadeiro lago de asfalto, conhecido e explorado desde 1786 e do qual foram retiradas mais de 6 milhões de toneladas somente durante o século passado; o material explorado contém 39% de oxibetume, 32% de matéria mineral e 29% de água e gases.